# Parafigularia
Parafigularia is een mosdiertjesgeslacht uit de familie van de Cribrilinidae en de orde Cheilostomatida. De wetenschappelijke naam ervan is in 1984 voor het eerst geldig gepubliceerd door Moyano.

## Soorten
- Parafigularia darwini Moyano, 2011
- Parafigularia magellanica (Calvet, 1904)